# Povijest Vanuatua

### Europljani
Prvi otok iz skupine Vanuatu Espiritu Santo otkrili su Španjolci. Europljani se nisu vratili do 1768, kada je Louis Antoine de Bougainville ponovno otkrio otoke. Godine 1774., James Cook nazvao je otoke Novi Hebridi, ime koje je trajalo sve do osamostaljenja Vanuatua. U početku su otoci bili privlačni zbog eksplotacije sandalovine.
Vrlo brzo na otoke su došli misionari, rimokatolički i protestantski, zatim naseljenici u potrazi za zemljištem na kojem bi sadili pamuk. Nakon pada cijena pamuka počela se uzgajati kava, kakao, banane i kokosa. U početku većina naseljenika su bili Britanci a kasnije se doseljavaju Francuzi.

## Franceville
Općina Franceville (današnji Port Vila) na otoku Efatu osnovana je u drugoj polovici 19. stoljeća. Godine 1878. Velika Britanija i Francuska proglasile su Nove Hebride neutralanim teritorijem, ali nedostatak funkcionalne vlade doveo je do porasta nezadovoljstva među britanskim i francuskim kolonistima.  Dana 9. kolovoz 1889., Franceville je proglasio nezavisnost pod vodstvom gradonačelnika/predsjednik Ferdinanda Chevillarda pod svojom crveno, bijelo, plavo zastavom s pet zvjezdica. Stanovništvo se u to vrijeme sastojao s tek oko 500 domorodaca i manje od 50 bijelaca kojima je bilo dozvoljeno da obnašaju dužnost. Jedan od njegovih izabranih predsjednika je bio američki državljanin po rođenju R. D. Polk.

## Kondominij
Konvencijom od 16. listopada 1887. Velika Britanija i Francuska osnovali su zajedničku pomorsku komisiju isključivo u svrhu zaštite francuskih i britanskih građana. Godine 1906. Francuska i Velika Britanija su se dogovorile da otocima upravljaju zajedno. 

## Nezavisnost
Dana 30. srpnja 1980., usred kratkog Kokosovog rata, proglašena je Republika Vanuatu. Velika Britanija je bila za nezavisnot dok je Francuska bila protiv bojeći se da bi i mineralima bogata Nova Kaledonija mogla proglasiti nezavisnost.

## Vanjske poveznice
- Kolonijalna povijest  Arhivirana inačica izvorne stranice od 6. ožujka 2016. (Wayback Machine)